# Al-Hakam II.
Al-Hakam II (arabsky: أبو العاص المستنصر بالله الحكم بن عبد الرحمن) (13. ledna 915 v córdobské Al-Andalusii - 16. října 976) byl 2. chalífa z dynastie Umajjovců. Jeho otcem byl Abd ar-Rahmán III. a matkou byla Murjan. Vládl od roku 961 do roku 976.

## Vláda

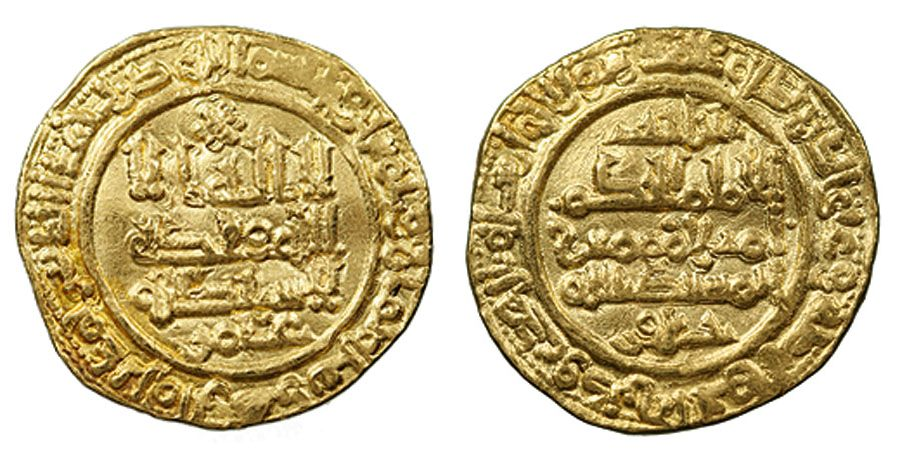
Dinár, ražený za vlády Al-Hakama II., kolem roku 969 (Dinar of al-Hakam II c. 969 AD)

Al-Hakam II. se stal chalífou po smrti svého otce Abd-ar-Rahmana III. Al-Hakam II. využil dočasného míru s královstvím severní Iberie a hospodářské stability k rozvoji zemědělství, budování infrastruktury, rozšiřování trhů a to i za pomoci katolické církve.

## Vzdělání
Al-Hakam II. byl velmi vzdělaný. Byl zběhlý v mnoha vědních oborech. Vlastnil mnoho knih zakoupených v Damašku, Bagdádu, Konstantinopole, Káhiry, Mekky, Mediny, Kufy, Basry. Jeho postavení učence mu přineslo slávu v celém muslimském světě až do té míry, že mu byly věnovány i knihy napsané v Persii, ve které vládla dynastie Abbasovců. Během své vlády Al-Hakam II. podporoval překladatelské úsilí a nechal mnoho knih přeložit z latiny a řečtiny do arabštiny. Pro tento úkol vytvořil pro společný výbor Muladi muslimů a Mozarab katolíků. Jeho osobní knihovna byla impozantní. Některé seznamy hovoří o více než 600 000 knih. Nicméně, někteří historici tvrdí, že jakékoli číslo přesahující 600 je přehnané. Samotný katalog knih byl údajně dlouhý 44 svazků. Může to být také proto, že pojmy svazek a stránka nebyly vždy jednoznačné. Zvláštní význam pro Al-Hakama II. měla historie. Sám napsal spis o historii Al-Andalusie. Po jeho smrti měl jeho hadžib (hajib) Almanzor celou knihovnu zničit. Jako soukromá tajemnice Al-Hakama II. pracovala také Lubna z Córdoby, andaluská intelektuálka, básnířka a matematička druhé poloviny 10. století. Řešila nejsložitější geometrické a algebraické problémy. U jeho dvora působil také věhlasný lékař, chirurg a vědec Abu al-Qasim al-Zahrawi (Abulcasis).

## Stavební projekty
Rozšířil córdobskou mešitu (962-966) Mezquitu a dokončil královskou rezidenci Medina Azahara (976), jejíž stavbu začal jeho otec v roce 936.

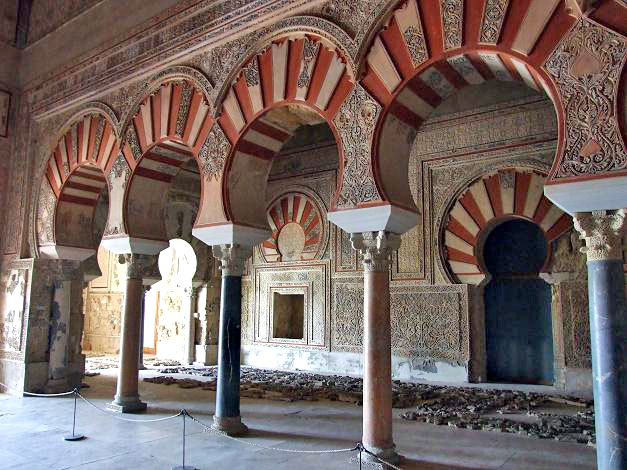
Síň Abd-ar-Rahmana III., Madinat Al-Zahra, Córdoba, Španělsko

## Vojenský konflikt v severní Africe
Zatímco vnitřní administrativa byla stále více ponechána na berberském vezírovi Al-Mushafiovi, generál Ghālib ibn'Abd al-Raḥmān postupně získal vliv jako vůdce armády v severní Africe. Byl hlavně zaneprázdněn posledními normanskými útoky (966, 971) a bojem proti dynastii Ziridů a dynastii Fátimovců severním Maroku. Fátimovci byli poraženi v Maroku v roce 974, zatímco Al-Hakam II. dokázal udržet nadřazenost chalífátu nad katolickými královstvími Navarra, Kastilie a Leon.

## Osobní život
Al-Hakam II. měl dva syny s baskickou konkubínou Subh z Córdoby. Subh silně ovlivňovala dění u dvora. Říká se, že Al-Hakam II. jí přezdíval mužským jménem Ja'far. První syn Abd al-Rahman zemřel mladý, druhým synem byl Hisham II. Zdá se, že Al- Hakam II. měl homosexuální sklony. Bylo známo, že si otevřeně držel mužský harém. Skutečnost, že neměl vhodného dědice před dosažením věku 46 let, jsou připisovány tomu, že byl více přitahován muži. Toto tvrzení je ovšem založeno pouze na domněnkách založených na jeho spisech o smyslném potěšení. Vysvětlení může být založeno také na výběru oděvu Subh. Oblékala se jako Ghulam (arabské slovo, které znamená služka, chlapec, mládí. Používá se k popisu mladých služebníků v ráji), měla krátký sestřih a nosila kalhoty, Al-Hakam jí prý dával mužské jméno Ja'far. Je ovšem možné, že se takto chovala, aby získala lepší přístup k mužskému královskému dvoru.

## Smrt a nástupnictví
Al-Hakam II. ke konci svého života utrpěl mrtvici, která omezila jeho činnost a může to být vysvětlení, proč nebyl schopen řádně připravit svého syna na převzetí vlády. Moderní učenci na základě historických popisů jeho smrti spekulují, že příčinou další cerebrovaskulární cévní mozkové příhody bylo chladné počasí, které si v říjnu roku 976 vyžádala jeho život. Jeho následníkem se stal jeho syn Hisam II. al-Mu'ayad, kterému v té době bylo pouhých 11 let. Se souhlasem Subh vládl za něho jako regent hadžib Al-Mansur ibn Abi Aamir, známý jako Almanzor.